# Eva la trailera
Eva la trailera est une telenovela américaine diffusée entre le 26 janvier 2016 et le 15 juillet 2016 sur Telemundo.

## Synopsis
Eva Soler est une femme forte et déterminée. Elle exerce le métier de chauffeur de camions. Elle est prête à relever tous les défis. Mais la vie lui impose une série de trahisons cruelles qui l'obligent à prendre des décisions qui la mènent vers des chemins de plus en plus difficiles. Son époux, Armando Montes avec qui elle a deux filles, la trompe avec sa nièce et sa meilleure amie. À la suite d'un complot entre leurs familles et amis, Eva se retrouve en prison pour un crime qu’elle n’a pas commis. Eva va planifier la pire des vengeances, alors qu’elle est tombée amoureuse de Pablo Contreras. Cependant, son désir de vengeance est si grand que si l’amour s’y interpose, elle pourrait finir toute seule à la fin du chemin. Il lui arrivera bien des épreuves. Son chemin sera rempli d'embûches. Comment Eva va réussir à se sortir de cette situation et quelles en seront les conséquences ?

## Distribution
- Edith González : Eva Soler
- Jorge Luis Pila : Don Armando  Montes
- Arap Bethke : Paulo Contreras
- Erika de la Rosa : Marlene Palacios
- Javier Díaz Dueñas : Martín Contreras
- Vanessa Bauche : Soraya Luna de Mogollón
- Sofía Lama : Elizabeth "Betty" Cárdenas
- Henry Zakka : Robert Monteverde
- Antonio Gaona : Andrés "Andy" Palacios
- Katie Barberi : Cynthia Monteverde
- Karen Sentíes : Carmen Soler González de Martínez
- Minnie West : Adriana Montes Soler
- Adrián Carvajal :Jota Jota "J.J." Juárez
- Jonathan Freudman : Robert "Bobby" Monteverde Jr. / Luis Mogollón Luna
- Michelle Vargas : Sofía Melgar Soler
- Jorge Eduardo García : Diego Contreras
- Nicolle Apollonio : Fabiola Montes Soler
- Martha Fox : Bertha Soler
- Dayana Garroz :Marisol Campos
- Alfredo Huereca : Evencio Martínez
- Roberto Mateos : Francisco "Pancho" Mogollón
- Mónica Sánchez Navarro : Federica Mirabal
- Paloma Márquez : Virginia Blanco
- Ana Osorio : Camila Rosas
- María Raquenel : Rebeca Marín
- Maritza Bustamante : Ana María Granados
- Omar Germenos : Reynaldo Santacruz
- Gabriela Borges : Teresa Aguilar
- Ariel Texido : Víctor Olivares
- Raúl Arrieta : Salvador Méndez
- Gustavo Pedraza : Esteban Corrales
- Cristal Avilera : Viviana
- Tony Vela : Antonio "El Chivo" García
- Carlos Acosta-Milian : Vicente
- Alpha Acosta : Anastasia Soler
- Francisco Porras : Enrique Arenas
- María Antonieta Castillo : Leyla Paredes
- Jamie Sasson : Melissa
- Arianna Coltellacci : Elisa
- Olegario Pérez : Javier Ardides
- Yamil Sesín : Aristóbulo Cepeda
- Adrián Matos : Óscar
- Eduardo Schilinsky : Ernesto Soler
- Christian Cataldi : Jorge
- Denisse Novell : La Directrice

## Autres versions
Lola the Truck Driver (film 1983)